# Kłodno (jezioro w województwie wielkopolskim)
Kłodno – jezioro w woj. wielkopolskim, w powiecie czarnkowsko-trzcianeckim, w gminie Krzyż Wielkopolski, leżące na terenie Pojezierza Wałeckiego.

## Dane morfometryczne
Powierzchnia zwierciadła wody według różnych źródeł wynosi od 8,8 ha przez 10,0 ha do 11,96 ha (lustra wody i ogólna).
Zwierciadło wody położone jest na wysokości 47,0 m n.p.m. lub 46,6 m n.p.m. Średnia głębokość jeziora wynosi 2,8 m, natomiast głębokość maksymalna 4,4 m.

## Hydronimia
Według danych z państwowego rejestru nazw geograficznych urzędowa nazwa tego jeziora to Kłodno.
Według spisu opracowanego przez Komisję Nazw Miejscowości i Obiektów Fizjograficznych (KNMiOF) nazwa tego jeziora to Kolędy Królewskie. W różnych publikacjach i na mapach topograficznych jezioro to występuje też pod nazwą Kolędy Królewskie.
Dane z państwowego rejestru nazw geograficznych podają oboczną nazwę tego jeziora: Kolędy Królewskie.